# Glenea subminiacea
Glenea subminiacea là một loài bọ cánh cứng trong họ Cerambycidae.